# Grzmiąca (województwo pomorskie)
Grzmiąca (kaszub. Grzëmiéńc; niem. Gramenz) – wieś kaszubska w Polsce położona w województwie pomorskim, w powiecie bytowskim, w gminie Bytów. Wieś jest siedzibą sołectwa w którego skład wchodzi również osada Świerkówko.
W latach 1975–1998 miejscowość administracyjnie należała do województwa słupskiego.
Inne miejscowości o nazwie Grzmiąca: Grzmiąca